# Дерзили
Дерзили (азерб. Dərzili) — село в Кумлакской административно-территориальной единице Джебраильского района Азербайджана, расположенное в Гёянской степи, в 30 км к юго-западу от города Джебраил.

## Топонимика
Название села связано с наименованием племени дерзили, занимавшегося скотоводством на территории Зангезурского уезда во второй половине XIX века. В XIX веке представители племени дерзили проживали в сёлах Баялы, Берник, Гюмарлы, Гюн, Чянсбяр, Карагёл, Кырхылы, Кущиляр, Пирвейсли, Разгях и Шерекен.

## История
В годы Российской империи село Дарзилу входило в состав Джебраильского уезда Елизаветпольской губернии.
В советские годы село входило в состав Джебраильского района Азербайджанской ССР. В результате Первой карабахской войны в августе 1993 года перешло под контроль непризнанной Нагорно-Карабахской Республики.
22 октября 2020 года Президент Азербайджана Ильхам Алиев заявил об «освобождении от оккупации» войсками Азербайджана села Дерзили.

## Население
По данным «Свода статистических данных о населении Закавказского края, извлеченных из посемейных списков 1886 года» в селе Дарзилу Ахмедлинского сельского округа Джебраильского уезда было 14 дымов и проживало 67 азербайджанцев (указаны как «татары»), которые были суннитами по вероисповеданию и крестьянами.
По данным «Кавказского календаря» на 1912 год в селе Дарзилу Карягинского уезда проживало 195 человек, в основном азербайджанцев, указанных в календаре как «татары».